# El Nuevo Ferrocarril
El Nuevo Ferrocarril —nombre que hace referencia a El Ferrocarril— fue un periódico chileno fundado por Francisco Frías que circuló dos veces por semana entre 1879 y 1881 y que tuvo un importante papel en la percepción de la Guerra del Pacífico en Chile. Fue publicado entre el 30 de junio de 1879 y el 17 de abril de 1881, y entre el 24 de julio y el 4 de diciembre de ese mismo año.
Se publicaba con ocho páginas de gran formato y sus portadas ilustradas a menudo eran imágenes del conflicto. El periódico tuvo una última salida en abril de 1881, pero a fines de julio reapareció por algunos meses con un formato más reducido y con otro editor.
Contó entre sus periodistas a Benjamín Vicuña Mackenna, quien utilizó el periódico para dar cuenta del avance de la guerra, criticar la lentitud y negligencia del gobierno en la conducción de la guerra, glorificar las campañas del Ejército y la Marina, y difundir las biografías de sus soldados y oficiales.
Patricio Ibarra señala: 

fue un periódico que mezcló la información, el comentario político, las caricaturas e ilustraciones de personajes de actualidad. Su línea editorial estaba a medio camino de los diarios de noticias y los semanarios ilustrados europeos contemporáneos. En términos políticos se identificó con el liberalismo opositor al presidente Pinto en lo relacionado con la administración del Estado y la dirección de la guerra. En efecto, contó entre sus publicistas con uno de los más importantes íconos de la defensa de las libertades y del nacionalismo del siglo XIX chileno: el polígrafo y político Benjamín Vicuña Mackenna, quien como “colaborador permanente” publicó un gran número de artículos a propósito de la contingencia de la guerra y las disputas políticas. Santiago vio aparecer sus 174 números entre julio de 1879 y diciembre de 1881.